# Sagittarius e.p.
「Sagittarius e.p.」（サジタリウス イーピー）は、SUEMITSU & THE SUEMITHの5枚目のシングル。

## 解説
2007年5月23日に発売された。初回プレス盤のみオリジナルステッカー封入。
タイトル曲である「Sagittarius」は、アニメ『のだめカンタービレ』第二期エンディングテーマとして、2007年4月19日の13話放送分よりオンエアされており、SUEMITSU & THE NODAME ORCHESTRA名義で演奏される（SUEMITSU & THE SUEMITSUとのだめオーケストラの共演）。これまでのシングルタイトル曲にはなかったドラマチックなミディアムバラードに仕上がっている。『ROCKIN'ON JAPAN』（ロッキング・オン社刊）2007年6月号のインタビューをはじめとしたいくつかのインタビューで、当初この楽曲にイントロは存在しなかったがアニメのエンディングに起用する際20秒前後のイントロが欲しいと言われたことから即興で付け足したことや、アニメのエンディングにするため歌詞を全て書き直したことを語っている。
カップリングにはTHE VELVET UNDERGROUDの代表曲である「I'm Waiting for the Man」のカバーを収録。

## 収録曲
1. Sagittarius　by SUEMITSU & THE NODAME ORCHESTRA
  - 作詞・作曲・編曲：末光篤
  - フジテレビ系『ノイタミナ』枠内放送アニメ『のだめカンタービレ』エンディングテーマ
2. Macbeth
  - 作詞・作曲・編曲：末光篤
3. I'm Waiting for the Man
  - 作詞・作曲：Lou Reed／編曲：末光篤